# 新𧉢螨属
新𧉢螨属（学名：Neozercon）为𧉢螨科的一个属。

## 下级分类
本属包括以下物种：
- Neozercon evgenii Petrova, 1978
- Neozercon insularis Petrova, 1977
- Neozercon smirnovi Petrova, 1978